# Odintsovo
Odintsovo - Одинцово (rus) - és una ciutat de l'óblast de Moscou, a Rússia.

## Història
La vila d'Odintsovo es fundà a finals del segle xiv. L'origen de la ciutat es remunta a un noble anomenat Andrei Ivànovitx Domotkànov, més conegut com a Andrei Odinets. Pels seus serveis prestats al Gran Duc de Moscou, Demetri I, Odinets rebé en agraïment els territoris al sud-oest de Moscou, on fundà Odintsovo. El 1957 rebé l'estatus de ciutat.

## Ciutats agermanades
- Novopólotsk, Belarús
- Berdiansk, Ucraïna
- Kertx, Rússia
- Kizliar, Rússia
- Anàdir, Rússia
- Wittmund, Alemanya
- Kruševac, Sèrbia